# Keldenich
Keldenich is een stadsdeel van de stad Wesseling in de Duitse deelstaat Noordrijn-Westfalen en telt 15.394 inwoners.
De plaats wordt voor het eerst in 858 vermeld. Sinds 1935 is de plaats onderdeel van de stad Wesseling.